# Svart bränningsabborre
Svart bränningsabborre (Embiotoca jacksoni) är en fiskart som beskrevs av Agassiz, 1853. Svart bränningsabborre ingår i släktet Embiotoca och familjen Embiotocidae. Inga underarter finns listade i Catalogue of Life.